# Campeonato Europeo de Natación en Piscina Corta de 2006
El X Campeonato Europeo de Natación en Piscina Corta se celebró en Helsinki (Finlandia) entre el 7 y el 10 de diciembre de 2006. Fue organizado por la Liga Europea de Natación (LEN) y la Asociación Finlandesa de Natación. 
Las competiciones se realizaron en el Centro de Natación Mäkelänrinne de la capital finlandesa. Participaron un total de 36 países europeos.

## Resultados

### Masculino
| Evento                   | Oro                                                                                       | Plata                                                                        | Bronce                                                                                         |
| ------------------------ | ----------------------------------------------------------------------------------------- | ---------------------------------------------------------------------------- | ---------------------------------------------------------------------------------------------- |
| 50 m libre (07.12)       | Eduardo Lorente Ginesta · España · 21,53                                                  | Milorad Čavić Serbia 21,60                                                   | Julien Sicot Francia 21,68                                                                     |
| 100 m libre (09.12)      | Filippo Magnini · Italia · 46,81                                                          | Stefan Nystrand · Suecia · 47,05                                             | Alain Bernard Francia 47,24                                                                    |
| 200 m libre (10.12)      | Filippo Magnini · Italia · 1:42,54                                                        | Massimiliano Rosolino · Italia · 1:44,17                                     | Paweł Korzeniowski · Polonia · 1:44,41                                                         |
| 400 m libre (07.12)      | Yuri Prilukov · Rusia · 3:39,02                                                           | Przemysław Stańczyk · Polonia · 3:39,92                                      | Paweł Korzeniowski · Polonia · 3:40,40                                                         |
| 1500 m libre (09.12)     | Yuri Prilukov · Rusia · 14:16,13                                                          | Mateusz Sawrymowicz · Polonia · 14:28,43                                     | Sébastien Rouault Francia 14:39,06                                                             |
| 50 m espalda (08.12)     | Helge Meeuw · Alemania · 23,70                                                            | Thomas Rupprath · Alemania · 23,92                                           | Ľuboš Križko · Eslovaquia · 24,19                                                              |
| 100 m espalda (10.12)    | Arkadi Viachanin · Rusia · 51,11                                                          | Helge Meeuw · Alemania · 51,16                                               | Thomas Rupprath · Alemania · 52,02                                                             |
| 200 m espalda (07.12)    | Arkadi Viachanin · Rusia · 1:49,98                                                        | Helge Meeuw · Alemania · 1:53,45                                             | Răzvan Florea · Rumania · 1:53,71                                                              |
| 50 m braza (09.12)       | Oleg Lisogor · Ucrania · 26,50                                                            | Alessandro Terrin · Italia · 26,92                                           | Darren Mew Reino Unido 27,23                                                                   |
| 100 m braza (08.12)      | Oleg Lisogor · Ucrania · 58,14                                                            | Valeri Dymo · Ucrania · 58,64                                                | Alexander Dale Oen · Noruega · 58,70                                                           |
| 200 m braza (10.12)      | Dániel Gyurta · Hungría · 2:06,58                                                         | Sławomir Kuczko · Polonia · 2:06,61                                          | Paolo Bossini · Italia · 2:07,13                                                               |
| 50 m mariposa (10.12)    | Aleksej Puninski · Croacia · 23,21                                                        | Thomas Rupprath · Alemania · 23,34                                           | Örn Arnarson Islandia 23,55                                                                    |
| 100 m mariposa (08.12)   | Milorad Čavić Serbia 50,63                                                                | Peter Mankoč Eslovenia 50,78                                                 | Nikolai Skvortsov · Rusia · 51,17                                                              |
| 200 m mariposa (09.12)   | Paweł Korzeniowski · Polonia · 1:52,33                                                    | László Cseh · Hungría · 1:53,08                                              | Nikolai Skvortsov · Rusia · 1:53,10                                                            |
| 100 m estilos (10.12)    | Peter Mankoč Eslovenia 53,05                                                              | Vytautas Janušaitis · Lituania · 53,66                                       | Aleksander Hetland · Noruega · 53,70                                                           |
| 200 m estilos (07.12)    | László Cseh · Hungría · 1:54,43                                                           | Vytautas Janušaitis · Lituania · 1:56,20                                     | Tamás Kerékjártó · Hungría · 1:57,12                                                           |
| 400 m estilos (08.12)    | Luca Marin · Italia · 4:01,71                                                             | László Cseh · Hungría · 4:03,39                                              | Ioannis Drymonakos · Grecia · 4:05,94                                                          |
| 4 × 50 m libre (10.12)   | Suecia · Stefan Nystrand · Petter Stymne · Marcus Piehl · Jonas Tilly · 1:24,89 RM        | Francia Frédérick Bousquet Julien Sicot David Maître Alain Bernard 1:25,16   | Países Bajos · Johan Kenkhuis · Bas van Velthoven · Robin van Aggele · Mitja Zastrow · 1:26,03 |
| 4 × 50 m estilos (07.12) | Alemania · Helge Meeuw · Johannes Neumann · Thomas Rupprath · Jens Schreiber · 1:34,06 RM | Finlandia · Tero Räty · Jarno Pihlava · Jere Hård · Matti Rajakylä · 1:34,95 | Italia · Cesare Pizzirani · Alessandro Terrin · Rudy Goldin · Filippo Magnini · 1:35,20        |

- RM – Récord mundial.

### Femenino
| Evento                   | Oro                                                                                               | Plata                                                                                              | Bronce                                                                               |
| ------------------------ | ------------------------------------------------------------------------------------------------- | -------------------------------------------------------------------------------------------------- | ------------------------------------------------------------------------------------ |
| 50 m libre (10.12)       | Marleen Veldhuis · Países Bajos · 23,69                                                           | Therese Alshammar · Suecia · 23,76                                                                 | Hanna-Maria Seppälä · Finlandia · 24,57                                              |
| 100 m libre (08.12)      | Marleen Veldhuis · Países Bajos · 52,41                                                           | Alena Popchanka Francia 52,91                                                                      | Josefin Lillhage · Suecia · 53,09                                                    |
| 200 m libre (10.12)      | Alena Popchanka Francia 1:54,25                                                                   | Otylia Jędrzejczak · Polonia · 1:54,39                                                             | Josefin Lillhage · Suecia · 1:54,75                                                  |
| 400 m libre (09.12)      | Laure Manaudou Francia 3:56,09 RM                                                                 | Federica Pellegrini · Italia · 3:59,96                                                             | Joanne Jackson Reino Unido 4:01,48                                                   |
| 800 m libre (08.12)      | Laure Manaudou Francia 8:12,24                                                                    | Anastasiya Ivanenko · Rusia · 8:18,09                                                              | Erika Villaécija García · España · 8:20,09                                           |
| 50 m espalda (09.12)     | Janine Pietsch · Alemania · 27,32                                                                 | Iryna Amshennikova · Ucrania · 27,44                                                               | Anna Gostomelsky Israel 27,50                                                        |
| 100 m espalda (08.12)    | Laure Manaudou Francia 57,87                                                                      | Antje Buschschulte · Alemania · 58,20                                                              | Iryna Amshennikova · Ucrania · 59,03                                                 |
| 200 m espalda (10.12)    | Esther Baron Francia 2:04,08                                                                      | Iryna Amshennikova · Ucrania · 2:04,57                                                             | Elizabeth Simmonds Reino Unido 2:05,74                                               |
| 50 m braza (07.12)       | Janne Schäfer · Alemania · 30,43                                                                  | Kate Haywood Reino Unido 30,88                                                                     | Yelena Bogomazova · Rusia · 30,98                                                    |
| 100 m braza (10.12)      | Anna Jlistunova · Ucrania · 1:05,73                                                               | Kirsty Balfour Reino Unido 1:06,57                                                                 | Janne Schäfer · Alemania · 1:07,32                                                   |
| 200 m braza (08.12)      | Kirsty Balfour Reino Unido 2:21,82                                                                | Anne Poleska · Alemania · 2:23,12                                                                  | Beata Kamińska · Polonia · 2:24,87                                                   |
| 50 m mariposa (08.12)    | Therese Alshammar · Suecia · 25,36                                                                | Inge Dekker · Países Bajos · 25,65                                                                 | Anna-Karin Kammerling · Suecia · 25,92                                               |
| 100 m mariposa (10.12)   | Antje Buschschulte · Alemania · 56,94                                                             | Inge Dekker · Países Bajos · 57,19                                                                 | Martina Moravcová · Eslovaquia · 57,59                                               |
| 200 m mariposa (07.12)   | Otylia Jędrzejczak · Polonia · 2:04,04                                                            | Beatrix Boulsevicz · Hungría · 2:06,73                                                             | Jessica Dickons Reino Unido 2:07,36                                                  |
| 100 m estilos (09.12)    | Hanna-Maria Seppälä · Finlandia · 1:00,45                                                         | Hanna Dzerkal · Ucrania · 1:00,50                                                                  | Sviatlana Jajlova · Bielorrusia · 1:00,78                                            |
| 200 m estilos (07.12)    | Katarzyna Baranowska · Polonia · 2:09,47                                                          | Camille Muffat Francia 2:10,83                                                                     | Aleksandra Urbańczyk · Polonia · 2:10,89                                             |
| 400 m estilos (10.12)    | Alessia Filippi · Italia · 4:31,58                                                                | Katarzyna Baranowska · Polonia · 4:32,78                                                           | Anastasiya Ivanenko · Rusia · 4:33,46                                                |
| 4 × 50 m libre (08.12)   | Alemania · Janine Pietsch · Janne Schäfer · Antje Buschschulte · Daniela Samulski · 1:47,55       | Suecia · Therese Alshammar · Rebecca Ejdervik · Anna-Karin Kammerling · Josefin Lillhage · 1:48,14 | Reino Unido Elizabeth Simmonds Kate Haywood Rosalind Brett Francesca Halsall 1:48,26 |
| 4 × 50 m estilos (09.12) | Suecia · Magdalena Kuras · Therese Alshammar · Anna-Karin Kammerling · Josefin Lillhage · 1:36,61 | Países Bajos · Inge Dekker · Saskia de Jonge · Chantal Groot · Marleen Veldhuis · 1:37,27          | Alemania · Daniela Samulski · Daniela Götz · Meike Freitag · Annika Lurz · 1:38,50   |

- RM – Récord mundial.

## Medallero
| Núm. | País         | Oro | Plata | Bronce | Total |
| ---- | ------------ | --- | ----- | ------ | ----- |
| 1    | Alemania     | 6   | 6     | 3      | 15    |
| 2    | Francia      | 5   | 3     | 3      | 11    |
| 3    | Italia       | 4   | 3     | 2      | 9     |
| 4    | Rusia        | 4   | 1     | 4      | 9     |
| 5    | Polonia      | 3   | 5     | 4      | 12    |
| 6    | Ucrania      | 3   | 4     | 1      | 8     |
| 7    | Suecia       | 3   | 3     | 3      | 9     |
| 8    | Hungría      | 2   | 3     | 1      | 6     |
| 8    | Países Bajos | 2   | 3     | 1      | 6     |
| 10   | Reino Unido  | 1   | 2     | 5      | 8     |
| 11   | Finlandia    | 1   | 1     | 1      | 3     |
| 12   | Eslovenia    | 1   | 1     | 0      | 2     |
| 12   | Serbia       | 1   | 1     | 0      | 2     |
| 14   | España       | 1   | 0     | 1      | 2     |
| 15   | Croacia      | 1   | 0     | 0      | 1     |
| 16   | Lituania     | 0   | 2     | 0      | 2     |
| 17   | Eslovaquia   | 0   | 0     | 2      | 2     |
| 17   | Noruega      | 0   | 0     | 2      | 2     |
| 19   | Bielorrusia  | 0   | 0     | 1      | 1     |
| 19   | Grecia       | 0   | 0     | 1      | 1     |
| 19   | Islandia     | 0   | 0     | 1      | 1     |
| 19   | Israel       | 0   | 0     | 1      | 1     |
| 19   | Rumania      | 0   | 0     | 1      | 1     |
|      | TOTAL        | 38  | 38    | 38     | 114   |